# Tebourba (délégation)
Tebourba est une délégation tunisienne dépendant du gouvernorat de la Manouba.
| Hommes | Classe d’âge | Femmes |
| ------ | ------------ | ------ |
| 877    | 75 ou +      | 1 127  |
| 3 148  | 60-74 ans    | 3 426  |
| 4 535  | 45-59 ans    | 4 452  |
| 5 131  | 30-44 ans    | 5 011  |
| 4 382  | 15-29 ans    | 4 260  |
| 4 950  | 0-14 ans     | 4 775  |